# Classic 100 Music of France
Classic 100 Music of France est une émission de radio, diffusée par la station australienne ABC Classic FM du 8 octobre 2012 au 14 octobre 2012.

## Préparation et diffusion
En 2012, la station de radio australienne ABC Classic FM a programmé un classement à rebours de 100 œuvres de musique classique française (Classic 100 Musique of France).
Un sondage a été initié entre le 14 juillet et le 17 août 2012. Les auditeurs pouvaient ajouter des œuvres à la liste présélectionnée par la station de radio. La liste définitive a été établie (par le public) entre le 22 août et le 14 septembre 2012, chaque votant pouvait choisir 5 œuvres parmi la liste des œuvres proposées,,.
Le 30 septembre, pour célébrer le compte à rebours, l'orchestre Pinchgut Opera a donné un concert spécial « Musique de France » dans l'ancienne cour de l'Art Gallery of New South Wales, et une visite privée de l'exposition Eugène Atget : Vieux Paris a été organisée. Le concert a été diffusé sur ABC Classic FM et sur Internet le 3 octobre 2012,,.
La diffusion du classement à rebours a débuté le 8 octobre 2012 et a pris fin le 14 octobre 2012,.

## Liste
| Rang | Compositeur                | Œuvre                                                             | Genre                   | Instrumentation                                  | Année |
| ---- | -------------------------- | ----------------------------------------------------------------- | ----------------------- | ------------------------------------------------ | ----- |
| 100  | Satie, Erik                | Je te veux                                                        | Chanson                 | Piano, voix                                      | 1903  |
| 99   | Debussy, Claude            | Petite suite, L. 65                                               | Suite                   | Piano à quatre mains                             | 1889  |
| 98   | Berlioz, Hector            | Roméo et Juliette                                                 | Symphonie               | Orchestre, chorale                               | 1839  |
| 97   | Messiaen, Olivier          | Vingt regards sur l'Enfant-Jésus                                  | Suite                   | Piano                                            | 1944  |
| 96   | Fauré, Gabriel             | Dolly Suite                                                       | Suite                   | Piano à quatre mains                             | 1896  |
| 95   | Saint-Saëns, Camille       | Concerto pour violon no 3 en si mineur, Op. 61                    | Concerto                | Violon                                           | 1880  |
| 94   | Poulenc, Francis           | Gloria, FP. 177                                                   | Messe                   | Orchestre, chorale, soprano                      | 1961  |
| 93   | Bolling, Claude            | Suite for Flute and Jazz Piano Trio                               | Suite                   | Flûte, piano, contrebasse, batterie              | 1973  |
| 92   | Hahn, Reynaldo             | À Chloris                                                         | Chanson                 | Piano, voix                                      | 1913  |
| 91   | Massenet, Jules            | Manon                                                             | Opéra                   | Orchestre, chorale                               | 1884  |
| 90   | Berlioz, Hector            | Les Troyens                                                       | Opéra                   | Orchestre, chorale                               | 1858  |
| 89   | Ravel, Maurice             | Gaspard de la nuit                                                | Suite                   | Piano                                            | 1908  |
| 88   | Ravel, Maurice             | Rapsodie espagnole                                                | Rhapsodie               | Orchestre                                        | 1907  |
| 87   | Franck, César              | Sonate pour violon et piano en la majeur, M. 8                    | Sonate                  | Violoncelle, piano                               | 1886  |
| 86   | Berlioz, Hector            | Le Carnaval romain, Op. 9                                         | Ouverture               | Orchestre                                        | 1843  |
| 85   | Chaminade, Cécile          | Concertino pour flûte et orchestre en ré majeur, Op. 107          | Concerto                | Flûte                                            | 1902  |
| 84   | Franck, César              | Variations symphoniques, M. 46                                    | Variations symphoniques | Piano, orchestre                                 | 1885  |
| 83   | Berlioz, Hector            | La Damnation de Faust'                                            | Légende dramatique      | Orchestre, chorale, voix solo                    | 1846  |
| 82   | Saint-Saëns, Camille       | Introduction et Rondo capriccioso en la mineur, Op. 28            | Introduction, rondo     | Violon, orchestre                                | 1863  |
| 81   | Rouget de Lisle, Claude    | La Marseillaise                                                   | Hymne                   | Orchestre                                        | 1792  |
| 80   | Debussy, Claude            | Images, série 1, L. 110                                           | Impressionniste         | Piano                                            | 1905  |
| 79   | Lully, Jean-Baptiste       | Le Bourgeois gentilhomme                                          | Suite                   | Orchestre                                        | 1670  |
| 78   | Debussy, Claude            | Pelléas et Mélisande, L. 88                                       | Opéra                   | Orchestre, chorale                               | 1902  |
| 77   | Ravel, Maurice             | Ma mère l'Oye                                                     | Suite                   | Orchestre                                        | 1911  |
| 76   | Couperin, François         | Les Barricades mystérieuses                                       | Rondo                   | Clavecin                                         | 1717  |
| 75   | Lalo Édouard               | Symphonie espagnole en ré mineur, Op. 21                          | Concerto                | Violon                                           | 1874  |
| 74   | Fauré, Gabriel             | Sicilienne, Op. 78                                                | Sicilienne              | Piano, violoncelle                               | 1898  |
| 73   | Gounod, Charles-François   | Messe solennelle de sainte Cécile                                 | Messe                   | Orchestre, chorale                               | 1855  |
| 72   | Poulenc, Francis           | Sonate pour flûte et piano de Poulenc, FP. 164                    | Sonate                  | Flûte, piano                                     | 1957  |
| 71   | Boieldieu, François-Adrien | Concerto pour harpe en ut majeur                                  | Concerto                | Harpe                                            | 1801  |
| 70   | Debussy, Claude            | Deux arabesques                                                   | Arabesque               | Piano                                            | 1891  |
| 69   | Saint-Saëns, Camille       | Concerto pour violoncelle no 1 en la mineur, Op. 33               | Concerto                | Violoncelle                                      | 1872  |
| 68   | Berlioz, Hector            | Te Deum, Op. 22 / H.118                                           | Te Deum                 | Orchestre, chorale                               | 1849  |
| 67   | Charpentier, Marc-Antoine  | Te Deum, H. 146                                                   | Te Deum                 | Orchestre, chorale                               | 1698  |
| 66   | Godard, Benjamin           | "Oh! ne t'éveille pas encore" de Jocelyn                          | Aria                    | Orchestre, tenor                                 | 1888  |
| 65   | Rameau, Jean-Phillipe      | Les Indes galantes                                                | L’opéra-ballet          | Orchestre, chorale                               | 1736  |
| 64   | Litolff, Henry             | Concerto symphonique nº 4 en ré mineur, Op. 102                   | Concerto                | Piano                                            | 1852  |
| 63   | Debussy, Claude            | Sonate pour violoncelle et piano                                  | Sonate                  | Violoncelle, piano                               | 1915  |
| 62   | Ravel, Maurice             | Concerto pour la main gauche en ré majeur                         | Concerto                | Piano                                            | 1930  |
| 61   | Offenbach, Jacques         | Gaîté parisienne                                                  | Ballet                  | Orchestre                                        | 1938  |
| 60   | Duruflé, Maurice           | Requiem, Op. 9                                                    | Messe, Requiem          | Orchestre, chorale                               | 1947  |
| 59   | Jarre, Maurice             | Lawrence d'Arabie musique de film                                 | Musique de film         | Orchestre                                        | 1962  |
| 58   | Jarre, Maurice             | Le Docteur Jivago musique de film                                 | Musique de film         | Orchestre                                        | 1965  |
| 57   | Poulenc, Francis           | Concerto pour orgue, orchestre à cordes et timbales en sol mineur | Concerto                | Orgue, timbales, cordes                          | 1938  |
| 56   | Debussy, Claude            | Quatuor à cordes en sol mineur, Op. 10                            | Quatuor à cordes        | Cordes                                           | 1893  |
| 55   | Ravel, Maurice             | Trio avec piano en la mineur                                      | Trio avec piano         | Piano, violon, violoncelle                       | 1914  |
| 54   | Ravel, Maurice             | Shéhérazade                                                       | Cycle de chansons       | Orchestre, soprano (or tenor)                    | 1903  |
| 53   | Berlioz, Hector            | Grande Messe des morts, Op. 5                                     | Messe, Requiem          | Orchestre, chorale                               | 1837  |
| 52   | Berlioz, Hector            | L'Enfance du Christ, Op. 25                                       | Oratorio                | Orchestre, chorale                               | 1854  |
| 51   | Messiaen, Olivier          | Turangalîla-Symphonie                                             | Symphonie               | Orchestre, piano                                 | 1948  |
| 50   | Ravel, Maurice             | Le Tombeau de Couperin                                            | Suite                   | Orchestre                                        | 1919  |
| 49   | Debussy, Claude            | Nocturnes, L. 91                                                  | Impressionniste         | Orchestre, chorale (chœur de femmes)             | 1899  |
| 48   | Franck, César              | Panis Angelicus                                                   | Hymne                   | Orchestre, chorale                               | 1872  |
| 47   | Marais, Marin              | Sonnerie de Sainte-Geneviève du Mont de Paris                     | Chaconne                | Viole de gambe, violon, clavecin, basse continue | 1723  |
| 46   | Fauré, Gabriel             | Clair de lune, Op. 46, nº 2                                       | Chansons                | Voix, piano                                      | 1887  |
| 45   | Berlioz, Hector            | Harold en Italie, Op. 16                                          | Symphonie               | Orchestre                                        | 1834  |
| 44   | Berlioz, Hector            | Les Nuits d'été                                                   | Cycle de chansons       | Orchestre, soprano                               | 1846  |
| 43   | Saint-Saëns, Camille       | Concerto pour piano nº 5 en fa majeur, Op. 103                    | Concerto                | Piano                                            | 1896  |
| 42   | Franck, César              | Symphonie en ré mineur, M. 48                                     | Symphonie               | Orchestre                                        | 1888  |
| 41   | Saint-Saëns, Camille       | Concerto pour piano nº 2 de Saint-Saëns en sol mineur, Op. 22     | Concerto                | Piano                                            | 1868  |
| 40   | Debussy, Claude            | Children's Corner, L. 103                                         | Suite                   | Piano                                            | 1908  |
| 39   | Chabrier, Emmanuel         | España                                                            | Impressionniste         | Orchestre                                        | 1883  |
| 38   | Franck, César              | Sonate pour violon et piano en la majeur, M. 8                    | Sonate                  | Violon, piano                                    | 1886  |
| 37   | Adam, Adolphe              | Giselle                                                           | Ballet                  | Orchestre                                        | 1841  |
| 36   | Bizet, Georges             | Symphonie en ut majeur                                            | Symphonie               | Orchestre                                        | 1855  |
| 35   | Berlioz, Hector            | La Marseillaise                                                   | Arrangement             | Orchestre, chorale                               | 1830  |
| 34   | Offenbach, Jacques         | Orphée aux Enfers                                                 | Opérette                | Orchestre, chorale                               | 1858  |
| 33   | Gounod, Charles            | Ave Maria (sur un prélude de Bach)                                | Cycle de chansons       | Piano, voix                                      | 1853  |
| 32   | Gounod, Charles            | Faust                                                             | Opéra                   | Orchestre, chorale                               | 1859  |
| 31   | Ravel, Maurice             | Daphnis et Chloé                                                  | Ballet                  | Orchestre, chorale                               | 1912  |
| 30   | Fauré, Gabriel             | Cantique de Jean Racine, Op. 11                                   | Cantate                 | Orchestre, orgue                                 | 1865  |
| 29   | Saint-Saëns, Camille       | Samson et Dalila                                                  | Opéra                   | Orchestre, chorale                               | 1877  |
| 28   | Delibes, Léo               | Coppélia                                                          | Ballet                  | Orchestre                                        | 1870  |
| 27   | Bizet, Georges             | L'Arlésienne                                                      | Suite                   | Orchestre                                        | 1872  |
| 26   | Dukas, Paul                | L'Apprenti sorcier                                                | Poème symphonique       | Orchestre                                        | 1897  |
| 25   | Adam, Adolphe              | "Cantique de Noël"                                                | Carole                  | Orchestre, chorale                               | 1847  |
| 24   | Messiaen, Olivier          | Quatuor pour la fin du temps                                      | Quatuor                 | Clarinette, violon, violoncelle, piano           | 1941  |
| 23   | Fauré, Gabriel             | Pavane en fa dièse mineur, Op. 50                                 | Danse                   | Orchestre, flûte                                 | 1887  |
| 22   | Satie, Erik                | Trois Gnossiennes                                                 | Danse                   | Piano                                            | 1890  |
| 21   | Ravel, Maurice             | Concerto en sol                                                   | Concerto                | Piano                                            | 1931  |
| 20   | Ravel, Maurice             | Quatuor à cordes en fa majeur                                     | Quatuor                 | Cordes                                           | 1903  |
| 19   | Widor, Charles-Marie       | Symphonie nº 5 pour orgue en fa mineur, Op. 42, no 1              | Symphonie               | Orgue                                            | 1879  |
| 18   | Debussy, Claude            | Préludes, livre 1                                                 | Impressionniste         | Piano                                            | 1910  |
| 17   | Offenbach, Jacques         | Les Contes d'Hoffmann                                             | Opéra                   | Orchestre, chorale                               | 1881  |
| 16   | Saint-Saëns, Camille       | Danse macabre                                                     | Poème symphonique       | Orchestre                                        | 1874  |
| 15   | Delibes, Léo               | Lakmé                                                             | Opéra                   | Orchestre, chorale                               | 1882  |
| 14   | Massenet, Jules            | Thaïs                                                             | Opéra                   | Orchestre, chorale                               | 1894  |
| 13   | Ravel, Maurice             | Pavane pour une infante défunte                                   | Danse                   | Orchestre                                        | 1910  |
| 12   | Debussy, Claude            | La Mer, L. 109                                                    | Impressionniste         | Orchestre                                        | 1905  |
| 11   | Debussy, Claude            | Suite bergamasque                                                 | Suite                   | Piano                                            | 1905  |
| 10   | Saint-Saëns, Camille       | Le Carnaval des animaux                                           | Suite                   | Orchestre                                        | 1886  |
| 9    | Ravel, Maurice             | Boléro                                                            | Danse                   | Orchestre                                        | 1928  |
| 8    | Canteloube, Joseph         | Chants d'Auvergne                                                 | Chanson                 | Orchestre, soprano                               | 1930  |
| 7    | Berlioz, Hector            | Symphonie fantastique, Op. 14                                     | Symphonie               | Orchestre                                        | 1830  |
| 6    | Debussy Claude             | Prélude à l'après-midi d'un faune, L. 86                          | Poème symphonique       | Orchestre                                        | 1894  |
| 5    | Bizet, Georges             | Au fond du temple saint                                           | Aria                    | Orchestre, tenor, baritone                       | 1863  |
| 4    | Satie, Erik                | Gymnopédies                                                       | Impressionist           | Piano                                            | 1890  |
| 3    | Fauré, Gabriel             | Requiem en ré mineur, Op. 48                                      | Messe                   | Orchestre, chorale                               | 1890  |
| 2    | Saint-Saëns, Camille       | Symphonie no 3 en ut mineur, Op. 78                               | Symphonie               | Orchestre, orgue                                 | 1886  |
| 1    | Bizet, Georges             | Carmen                                                            | Opéra                   | Orchestre, chorale                               | 1875  |

## Compositeurs
Les compositeurs suivants ont figuré dans le compte à rebours:
| Compositeur                | Occurrences |
| -------------------------- | ----------- |
| Adam, Adolphe              | 2           |
| Berlioz, Hector            | 11          |
| Bizet, Georges             | 4           |
| Boieldieu, François-Adrien | 1           |
| Canteloube, Joseph         | 1           |
| Bolling, Claude            | 1           |
| Chabrier, Emmanuel         | 1           |
| Chaminade, Cécile          | 1           |
| Charpentier, Marc-Antoine  | 1           |
| Couperin, François         | 1           |
| Debussy, Claude            | 12          |
| Delibes, Léo               | 2           |
| Dukas, Paul                | 1           |
| Duruflé, Maurice           | 1           |
| Fauré, Gabriel             | 6           |
| Franck, César              | 5           |
| Godard, Benjamin           | 1           |
| Gounod, Charles            | 3           |
| Hahn, Reynaldo             | 1           |
| Jarre, Maurice             | 2           |
| Lalo, Édouard              | 1           |
| Litolff, Henry             | 1           |
| Lully, Jean-Baptiste       | 1           |
| Marais, Marin              | 1           |
| Massenet, Jules            | 2           |
| Messiaen, Olivier          | 3           |
| Offenbach, Jacques         | 3           |
| Poulenc, Francis           | 3           |
| Rameau, Jean-Philippe      | 1           |
| Ravel, Maurice             | 12          |
| Rouget de Lisle, Claude    | 1           |
| Saint-Saëns, Camille       | 9           |
| Satie, Erik                | 3           |
| Widor, Charles-Marie       | 1           |